# Георги Михайлов (офицер)
Георги Михайлов Михайлов е български офицер, генерал-майор от артилерията, участник в Балканската (1912 – 1913) и Междусъюзническата война (1913), командир на батарея от 20-и артилерийски полк през Първата световна война (1915 – 1918), командир на 7-и артилерийски полк (1927 – 1933) и на 4-a пехотна преславска дивизия (1935).

## Биография
Георги Михайлов е роден на 10 ноември 1888 г. в Тетевен. През 1908 г. завършва Военното на Негово Величество училище и на 21 август е произведен в чин подпоручик. Служи в 1-ви артилерийски полк. На 22 септември 1911 г. е произведен в чин поручик. Взема участие в Балканската (1912 – 1913) и Междусъюзническата война (1913), а на 15 май 1915 г. е произведен в чин капитан.
През Първата световна война (1915 – 1918) капитан Михайлов Кръстев е командир на батарея от 20-и артилерийски полк, за която служба съгласно заповед № 355 от 1921 г. по Министерството на войната е награден с Военен орден „За храброст“ IV степен 1 клас.
През 1919 г. е произведен в чин майор, а на 6 май 1923 г. е произведен в чин подполковник. След войната служи като началник на подвижна армейска артилерийска работилница и в Бургаския укрепен пункт. През 1927 г. с Министерска заповед (МЗ) № 228а поема командването на 7-и артилерийски полк, а на 3 септември 1928 г. е произведен в чин полковник. През 1933 г. с МЗ № 90 е назначен за помощник-началник на артилерийско отделение в Държавната военна фабрика. В началото на 1935 г. с МЗ № 70 е назначен за командир на 4-a пехотна преславска дивизия, на 16 октомври е произведен в чин генерал-майор и същата година с Царска заповед № 58 е уволнен от служба.
Генерал-майор Георги Михайлов е женен и има 2 деца.

## Военни звания
- Подпоручик (2 август 1908)
- Поручик (22 септември 1911)
- Капитан (15 май 1915)
- Майор (1919)
- Подполковник (6 май 1923)
- Полковник (3 септември 1928)
- Генерал-майор (16 октомври 1935)

## Награди
- Военен орден „За храброст“ IV степен 1 клас (1921)
- Орден „Св. Александър“
- Народен орден „За военна заслуга“
- Железен кръст, Германска империя